# 佐藤瑠花
佐藤 瑠花（さとう るか、1998年8月6日 - ）は、日本の元子役。東京都出身。

## 出演

### 舞台
- アニー（2005年） - モリー 役
- ピーターパン（2006年） - マイケル 役
- レ・ミゼラブル（2007年） - リトルコゼット・リトルエポニーヌ 役
- 葉っぱのフレディ〜いのちの旅〜（2008年） - フレディ 役
- ジェーン・エア（2009年）